# Kloster Georgenthal

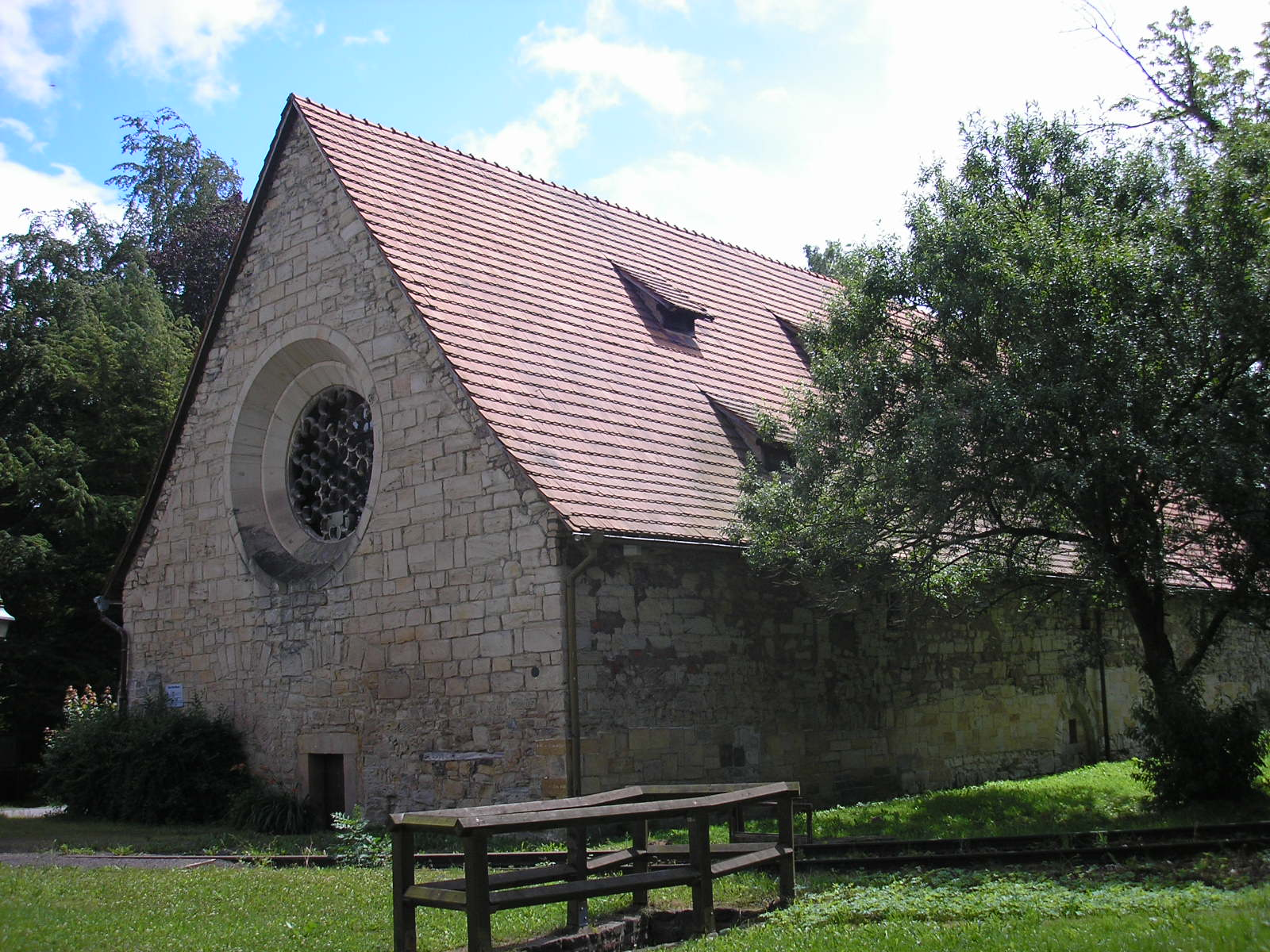
Vorderansicht des Kornhauses

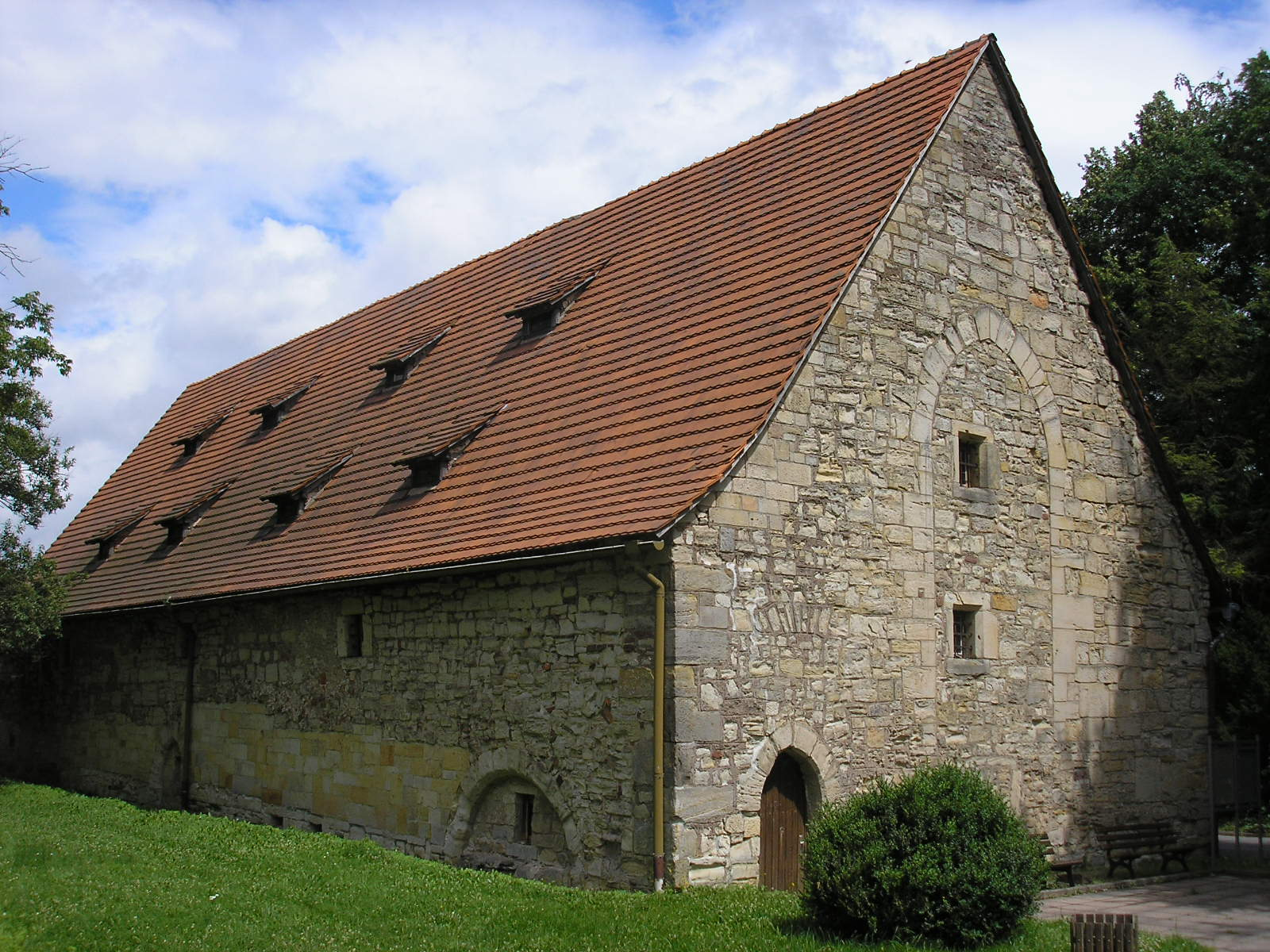
Rückansicht des Kornhauses

Das Kloster Georgenthal (lateinisch Abbatia Vallis Sancti Georgii) ist eine ehemalige Zisterzienserabtei in Georgenthal 16 km südlich von Gotha in Thüringen.

## Geschichte
Das Kloster wurde um 1152 durch den Grafen Sizzo III. von Käfernburg auf dem Georgenberg bei Altenbergen in der verlassenen Burganlage Asolveroth als Familienkloster gestiftet und 1143 mit dem ersten Abt und Zisterziensermönchen direkt aus dem französischen Mutterkloster Morimond besetzt. Unter ihnen war auch Everhard von Berg, der Sohn des Grafen Adolf I. von Berg. Zwischen 1186 und 1192 soll das ursprüngliche Bergkloster Asolveroth in das Tal verlegt worden sein. Das Kloster gelangte zu großem Einfluss und Grundbesitz. Schutzvögte des Klosters waren bis zu ihrem Aussterben im Jahr 1385 die Grafen von Kevernburg. Danach übernahmen die Landgrafen von Thüringen aus dem Haus Wettin diese Aufgabe. Seine Blütezeit erreichte es zu Anfang des 16. Jahrhunderts. Von 1505 bis 1508 war Spalatin als Novizenlehrer im Kloster beschäftigt. Während des Bauernkriegs im Jahr 1525 wurde es geplündert und fast völlig zerstört, die Mitglieder des Konvents flohen ins Augustinerkloster zu Gotha. 1528 erfolgte die Auflösung des Klosters durch Johann den Beständigen. Die Anlage diente anschließend als Steinbruch. Die Ruinen der dreischiffigen, kreuzförmigen Basilika mit den Maßen 20 × 70 m mit Stützenwechsel und Staffelchor verdeutlichen die Ausmaße der Klosteranlage. Der Säulenraum an der Nordseite des Chores ist eine Besonderheit der Anlage, es ist der Unterbau der einzigen zweistöckigen Abtwohnung.
Aus zehn klösterlichen Orten wurde 1531 das sächsische Amt Georgenthal gebildet.

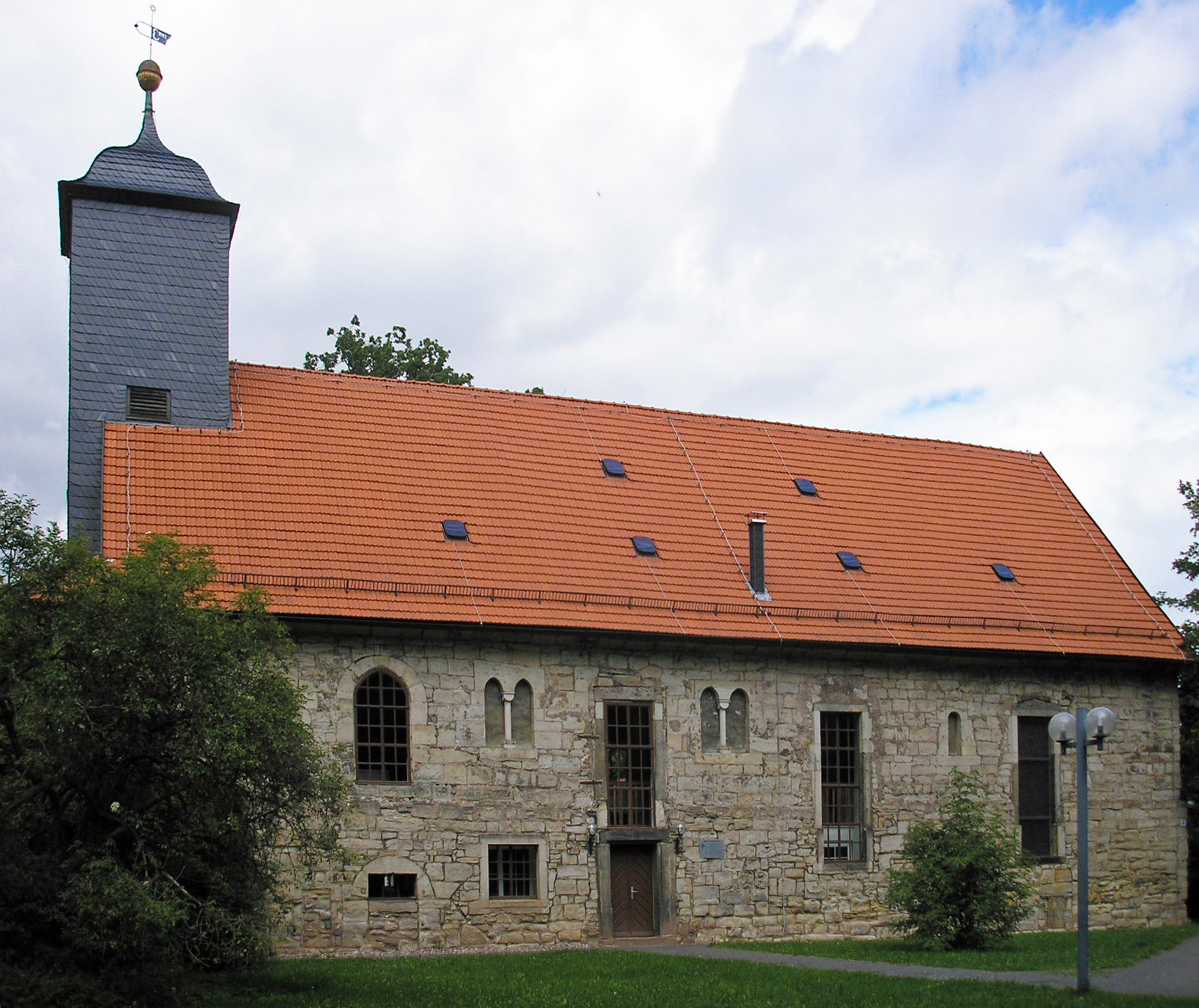
St.-Elisabeth-Kirche, ehemals Kapelle für die Bediensteten des Klosters

## Anlage und Bauten
Von der eigentlichen Klosteranlage sind nur noch Ruinen zu sehen; die Grundmauern des Klosters wurden jedoch zwischen 1840 und 1906 freigelegt. Einer der bedeutendsten Ausgräber war ab 1892 Paul Baethcke, der zuvor als Pfarrer in Schwarzhausen gewirkt hatte. Die Kirche, wohl die erste gewölbte Anlage in Thüringen, war eine dreischiffige Basilika, ursprünglich mit einer Staffelchoranlage, später (etwa seit 1250) mit einem großen Rechteckchor mit Kapellenkranz nach dem Schema der Kirche von Cîteaux II. Nördlich der Kirche wurden Gebäudereste (wohl des Abtshauses) mit zwei durch einen Gang getrennten dreischiffigen Sälen ergraben. Von Klausur und Kreuzgang wurden südlich der Kirche Fundamente (mit einem Brunnenhaus in Form eines Sechspasses) gefunden.
Der wiedergefundene untere Teil eines romanischen Klosterbrunnens wurde an der Stelle wieder aufgestellt, an der sich ehedem das Brunnenhaus im Kreuzgang des ehemaligen Klosters befand. Das Sandsteinbecken ist profiliert und hat einen Durchmesser von 170 cm. Seine Umrisse zeigen die Form eines Zwölfpasses.
Von der Klosteranlage ist das Kornhaus (wohl ursprünglich die Infirmerie) westlich der Kirche, ein breitgelagerter Massivbau mit einer Maßwerksrose in der nördlichen Giebelwand (Heimatmuseum), erhalten. Im ehemaligen Klosterbezirk liegt auch das „Schloss“ (Pflegeheim), ein im 16. und 17. Jahrhundert umgebauter Komplex, in dem das frühere Gästehaus vermutet wird. Das kreuzgratgewölbte Pförtnerhaus stammt aus dem 13. Jahrhundert. Die ehemalige Kapelle für die Bediensteten des Klosters wurde zur St.-Elisabeth-Kirche Georgenthal.

### Grabplatte des Grafen Sizzo von Schwarzburg-Käfernburg
Im Gelände der Klosterruine, in der ehemaligen Abteikirche, befindet sich die Grabplatte des Grafen Sizzo III. von Käfernburg und seiner Frau. Es handelt sich allerdings nicht um die ursprüngliche Platte, sondern um eine, die im Jahre 1895 durch „Ihren Durchlauchten, den regierenden Fürsten von Schwarzburg“ gestiftet wurde. Die lateinische Inschrift erinnert an den Grafen und seine Frau, die Gründer des Klosters. Im Jahre 1995 wurden die Gruft und die Platte durch den Geschichtsverein saniert.

## Besitzungen des Klosters
Durch Schenkungen an das Kloster gehörten diesem im 13. Jahrhundert folgende Besitzungen:
- Güter und Dörfer: Catterfeld, Hohenrieth, die Mühle bei Herrenhof, die Burg Waldenfels mit Tambach und Dietharz, Schönau vor dem Walde, Gräfenhain, Cobstädt (Exklave), Hohenkirchen
- Weiterer Besitz des Klosters: in den Orten Dietendorf, Friemar, Emleben, Uelleben, Warza. Höfe besaß es zu Apfelstädt, Friemar, Grabsleben, Molschleben, Ohrdruf, Pferdingsleben, Siebleben, Seebergen, Tüttleben, Uelleben, Warza
- Häuser in folgenden Orten (Anzahl in Klammern): Arnstadt (2), Erfurt (6), Eisenach (7), Gotha (18)
- Filialklöster: Kloster Georgenzell in der Vorderrhön und das Johanniskloster in Eisenach